# HD 185268
HD 185268，又名BD+29 3670，SAO 87462、HR 7466，是一颗恒星，视星等为6.43，位于銀經64，銀緯3.99，其B1900.0坐标为赤經19h 33m 10.6s，赤緯+29° 3.99′ 33″。